# Кондома (приток Желваты)
Кондома — река в Кадыйском районе Костромской области России, левый приток Желваты.
Длина — 27 км, площадь водосборного бассейна — 131 км². Устье — в 11 км от места впадения р. Желваты в Горьковское водохранилище на Волге, севернее посёлка Новый Курдюм.

## Данные водного реестра
По данным государственного водного реестра России относится к Верхневолжскому бассейновому округу, водохозяйственный участок реки — Волга от города Кострома до Горьковского гидроузла (Горьковское водохранилище), без реки Унжа, речной подбассейн реки — Волга ниже Рыбинского водохранилища до впадения Оки. Речной бассейн реки — (Верхняя) Волга до Куйбышевского водохранилища (без бассейна Оки).
Код объекта в государственном водном реестре — 08010300412110000013810.